# Vicenta Tasa Fuster
Vicenta Tasa Fuster   (Oliva, 1974) és una professora de dret constitucional de la Universitat de València, on és directora de la càtedra de drets lingüístics des de la seua creació el 2019 i ha fet recerca sobre el concepte de seguretat lingüística enfront de la jerarquia lingüística. També realitza estudis acadèmics sobre drets fonamentals, especialment en matèria d'igualtat de gènere, sanitat i treball de cures.
Actualment, és la cap del Comitè de Drets Lingüístics del PEN Català, des d'on ha coordinat la publicació d'El dret a la llengua. Per una Declaració Universal dels Drets Lingüístics amb perspectiva de futur.

## Obra publicada
- Poder i llengua. Les llengües de l'ensenyament al País Valencià.  Barcelona: Riurau Editors, 2016. ISBN 978-84-943249-8-7.
- Desigualtat conflictiva o igualtat pacífica. Drets lingüístics i ordenament constitucional a Suïssa i Espanya. Dos models divergents.  Valencia: Tirant lo Blanch, 2017. ISBN 978-84-9169-301-7.
- Llengua i Estat. Suïssa i Espanya davant la diversitat lingüística.  València: Universitat de València, 2019. ISBN 978-84-9134-306-6.[5]
- La Igualtat de les llengües en l'administració. Un problema per resoldre, 2019. ISBN 978-84-482-6334-8.
- Igualtat inclusiva. Cap a una nova llei valenciana d'igualtat. 2020.  Barcelona: Riurau Editors, 2020. ISBN 978-84-120424-7-4.